# Kokkosaari (ö i Södra Karelen, Villmanstrand, lat 61,19, long 28,05)
Kokkosaari är en ö i Finland. Den ligger i sjön Saimen och i kommunen Taipalsaari i den ekonomiska regionen  Villmanstrands ekonomiska region  och landskapet Södra Karelen, i den södra delen av landet, 200 km nordost om huvudstaden Helsingfors. Öns area är 4,5 hektar och dess största längd är 380 meter i öst-västlig riktning.